# NHK名古屋放送局
NHK名古屋放送局（日语：／ Enu Echi Kei Nagoya Hōsōkyoku），又译NHK名古屋广播电视台，是位于日本愛知縣名古屋市東區東櫻的日本放送協會（NHK）地方广播电视台。该机构成立於1925年1月10日，和東京局、大阪局並列為NHK創立當時就開設的放送局之一。NHK名古屋的廣播服務開始於1925年7月15日，電視服務開始於1954年3月1日。其第一廣播的呼號為JOCK，綜合電視的呼號為JOCK-DTV，因此亦有CK的簡稱。

## 歷史

### 二戰前
1923年關東大地震後，日本政府意識到廣播的重要性，開始計劃設立國營廣播事業。與此同時，民間亦有意參與廣播事業。1924年時，日本有64家公司申請開設民營電台，名古屋亦有3家公司申請:20。面對民間業者為獲得廣播執照展開激烈爭奪的局面，時任遞信大臣犬養毅決定轉換允許民間開設電台的方針，確立由公益法人徵收收聽費以維持運營的廣播體制:20。1925年1月10日，社團法人名古屋放送局正式成立，第一代理事長由神野金之助擔任:20。同年6月，名古屋放送局總部竣工。該建築有2層，設有和式錄音棚和洋式錄音棚:21-22。6月23日，名古屋放送局開始進行試播:22。
1925年7月15日早晨9時30分，名古屋放送局正式開播，成為日本第三家廣播電台:23。開播當時，名古屋放送局的節目每日平均播出4.5小時，節目以新聞、音樂、股市和米市交易情況為主。簽約收聽戶數有3,291戶，收聽費每月2日元:24。同年10月底時，名古屋放送局的簽約數增加到1.3萬:25。10月31日，名古屋放送局實況轉播天長節祝賀式，是日本廣播史上首次室外直播:26。翌年1月，名古屋放送局將收聽費降至每月1日元，收聽戶也因此在4個月就成功翻倍，從1924年12月底的1.7萬戶增加到1925年4月的3.4萬戶:28。1925年8月2日，名古屋放送局實現了日本首次劇場直播:29。
1926年8月20日，日本政府將東京、大阪、名古屋三地的放送局整合為財團法人日本放送協會，名古屋放送局改制為日本放送協會東海支部名古屋中央放送局:30。1928年，名古屋中央放送局開始播出廣播體操節目:39。1929年12月27日，名古屋中央放送局在桶狹間設立10千瓦的大功率訊號轉播站，令其電波覆蓋地區大幅擴大:36。名古屋中央放送局在1933年開設了以播出教育節目為主的第2放送:43。
1941年12月8日開始的太平洋戰爭給日本廣播界帶來劇變。名古屋中央放送局停播第2放送，且不再播出任何天氣預報等和氣象有關的節目:50-51。娛樂節目也不再播出英美等「敵國」歌曲:52。主播（アナウンサー）、新聞（ニュース）等詞彙紛紛改用漢字詞替代外來語:52。1944年後，名古屋中央放送局的娛樂節目明顯減少，改以時局講演、鼓舞戰意類節目替代:52。1944年塞班島被攻陷後，美軍開始對日本發射廣播訊號。名古屋中央放送局因此發射妨礙訊號，以避免日本民眾收聽美軍節目:52-53。在美軍開始對日本本土進行空襲後，名古屋中央放送局開始播出《防空情報》節目，並在空襲時播出《空襲警報》:53。而廣播的重要性也因空襲而急劇提高，成為民眾生活必需品，簽約戶數也大幅增加:54-55。1944年時，名古屋中央放送局轄區內的廣播普及率達54.2%:57。受到空襲影響，名古屋中央放送局除了大錄音棚之外的全部設施都被燒毀:64。1945年8月15日，名古屋中央放送局播出昭和天皇宣布日本投降的玉音放送:60。之後名古屋中央放送局在8月22日重新開始播出天氣預報，9月1日恢復播出第2放送:62。

### 二戰後
1946年6月15日，名古屋中央放送局重建的總部竣工:64。在1950年「電波三法」（《電波法》、《放送法》、《電波監理委員會設置法》）成立後，日本放送協會改制為特殊法人:70。翌年隨著日本第一家民營廣播中部日本放送開播，名古屋地區率先進入NHK和民營廣播共存的時代:72。
名古屋放送局在1951年7月27日設立了實驗電視台，每週試播一次電視節目，每次播出3小時:73。翌年11月1日，試播時間延長至每週8小時:80。1954年3月1日，名古屋放送局正式開始播出電視節目:84。同年6月19日，NHK名古屋和中部日本放送、名古屋當地政財界共同出資修建的名古屋電視塔竣工，成為NHK名古屋的電視訊號發射地:86。
在NHK名古屋開播30週年的1955年7月15日，名古屋放送會館竣工，令NHK名古屋的節目製作條件有了飛躍性提升:88。1961年8月9日，NHK名古屋開始試播教育頻道，並在翌年3月27日正式開始播出教育頻道:102。1963年12月16日，NHK名古屋開始播出彩色電視節目:120。NHK名古屋在1988年和名古屋市的友好城市南京市的南京電視台簽訂合作協議，互相交換節目播出:168。為廣而告之衛星電視頻道開播，NHK名古屋曾於1989年在東海電台播出廣告，是NHK首次在民營電台播出廣告:177。
1986年，NHK名古屋決定在榮公園地區修建新放送中心:161，並於1988年12月9日動工:172。1991年8月26日，NHK名古屋放送中心舉辦開業儀式:188。這座建築高21層，NHK使用1至5層部分，6層至20層是其他公司的辦公樓，21層設有瞭望餐廳等設施。NHK使用的部分中，一至三層設有電視攝影棚，四層設有新聞中心，五層是事務部門的辦公地點:189。1992年，該建築獲得名古屋市都市景觀賞:189。
為準備播出數位電視，2001年，NHK名古屋和名古屋的五家民營電視台決定在瀨戶市共同修建瀨戶數位塔，用於發射數位電視訊號:234。2003年12月1日，NHK名古屋開始播出數位電視訊號:242。2011年7月24日，NHK名古屋停止播出類比電視。NHK名古屋於2016年開始試驗播出4K及8K的超高畫質電視，並於2018年正式開始播出NHK BS4K及NHK BS8K。

## 節目
NHK名古屋的電視部門自1958年開始播出地方新聞，是大阪之後第二家開始播出地方新聞的NHK放送局:94。為適應1970年代出現的地方新聞節目大型化的潮流，NHK名古屋在1976年開始在平日傍晚播出《NHK640》節目，加強報道地方新聞。並於1982年將節目名稱改為《NHK630》，播出時長也延長為30分:136。1988年，NHK名古屋開始在平日傍晚播出一小時的大型地方節目《Evening Network東海》，報道愛知、岐阜、三重三縣的地方新聞:168。現在NHK名古屋平日傍晚的地方新聞節目是自2018年開始播出的《Marutto!》。NHK名古屋還在週五晚間播出《Navigation》節目，深度挖掘東海地方及北陸地方的新聞。1985年，NHK名古屋開始在週六早晨播出《週末中部》節目。該節目最初由兩名男性主持，在新聞節目大多由男女兩人主持的情況下十分新鮮，獲得過26%至28%的高收視率:157。該節目現在仍在播出，是歷史超過35年的長壽節目。
NHK名古屋亦製作了眾多紀錄片，並在《新日本紀行》、《NHK特集》等節目播出:137。1984年播出的《想成為蜻蜓的少年》（トンボになりたかった少年）獲得放送文化基金賞和日本電視技術賞攝影賞的肯定:153。1985年，NHK名古屋在開播60週年之際製作6集紀錄片《尾張德川家的名寶》:155。現在NHK名古屋不定期在週五播出《金Toku》節目，介紹中部地方的文化和自然。
1962年播出的《列車晚上9點到》（汽車は夜九時に着く）是NHK名古屋第一部獲得藝術祭獎勵賞的電視劇:110。NHK名古屋參與了NHK晚間的帶狀連續劇《銀河電視小說》的製作。1973年至1989年期間，NHK名古屋共製作了28部510集《銀河電視小說》:140。近年NHK名古屋製作了《深夜超級跑車》、《黃色煉瓦〜欺騙法蘭克·洛伊·萊特的男人〜》等電視劇。
NHK名古屋亦自製在教育頻道播出的節目。1960年代，在汽車開始普及這一背景下，NHK名古屋製作了《電視駕校》（テレビ自動車学校）節目:62。1962年開始播出的《算盤教室》（そろばん教室）節目獲得了兒童和自營業者的好評:102。1963年，NHK名古屋製作由兒童主演的電視劇《中學生時代》，獲得強烈反響:108。此後NHK名古屋製作了類似節目《高校生時代》、《中學生群像》:108。NHK名古屋自1972年開始播出的電視劇《中學生日記》是播出長達40年的長壽節目:128。該節目以多樣視角描繪了日本教育界和學校社會的問題，並且由並非演員的素人中學生出演，是NHK名古屋最著名的招牌節目之一:131。

## 外部連結
- NHK名古屋放送局（页面存档备份，存于）